# U-141号潜艇 (1918年)
陛下之141号潜艇是德意志帝国海军建造的U-139级巡洋潜艇的三号艇。它由基尔的日耳曼尼亚船厂承建，于1918年1月9日下水，至同年6月24日交付使用。U-141号是在第一次世界大战期间服役的329艘德国潜艇之一，但从未参与任何实战。战后，根据停战协议的要求，该艇于1918年11月26日被引渡至英国正式投降，至1923年在厄普诺拆解报废。

## 设计

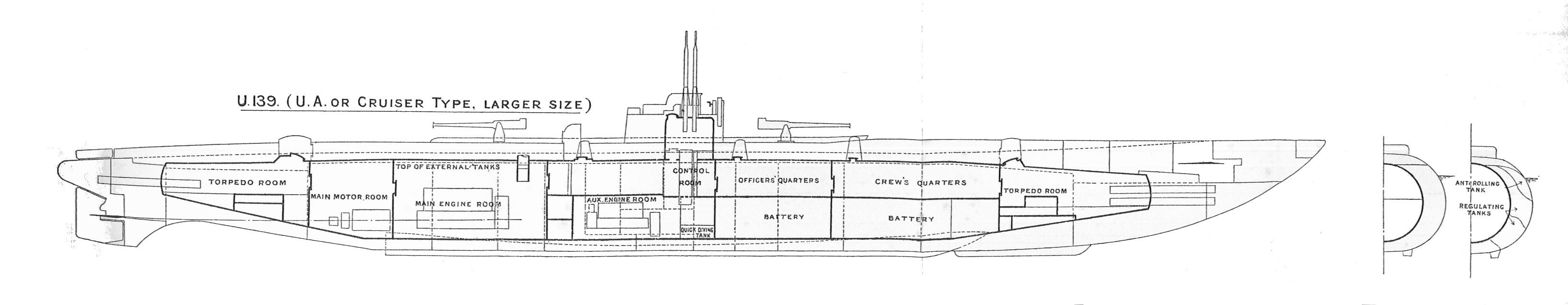
U-139级潜艇平面及剖面图

U-141号是U-139级巡洋潜艇的二号艇。这是德国有史以来最大型的军用潜艇之一，体积甚至超过了二战中最大的X级潜艇。它的水面排水量1930吨，水下则高达2483吨；全长92米，舷宽9.12米，有5.27米的吃水深度，安全潜航深度75米。推进系统为两台总功率为3,500匹公制馬力（2,574千瓦特）的六缸四冲程柴油发动机和两台总功率为1,780匹公制馬力（1,309千瓦特）的双电动发电机，可分别提供最高15.8節（29.3每小時）的水面航速和最高7.6節（14.1每小時）的水下航速，8節（15每小時）航速时的水面续航里程为17,750海里（32,870）、4.5節（8.3每小時）航速时则可在水下巡航53海里（98）。额定船员编制66人，另配有21名俘虏舱位，甚至有1张专为被俘军官预留的铺位。为了满足海上长时间巡航的需求，该艇还装备有以柴油机排出的高温废气为能源的海水淡化装置，并为此而搭载了总功率为900匹公制馬力（662千瓦特）的两台辅助柴油发电机。
U-141号装备有六具直径为500毫米的鱼雷发射管，其中艇艏四具、艉部两具，并可合共搭载至多24枚G6型鱼雷。作为辅助武器的甲板炮是两门88毫米30倍径速射炮，为提高射速还配备了扬弹机。舰桥后部安装了一具大型测距仪，用于提高火炮射击精度。潜望镜从以往的单目式改为双目式，司令塔的指挥中心外壳采用90毫米厚的钢板作为防护装甲，以抵御敌方商船通常携带的火炮；而耐压壳体也比往常厚了25毫米，以增加潜航深度。艇艛则升高了2米，这样即便被炮弹命中也不会穿透耐压壳体。因此，它既适用于无限制潜艇战，也适用于捕获法则下的破交战。

## 历史
U-141号是由德意志帝国海军作为N项战时订单（Kriegsauftrag N）的一部分，于1916年8月1日向基尔的日耳曼尼亚船厂订购，建造编号为302。艇体于1918年1月9日下水，至同年3月28日在首任暨唯一一任艇长、海军上尉康斯坦丁·科尔贝的指挥下正式交付使用。完成海试后，U-141号被编入驻基尔的巡洋潜艇部队（U-Kreuzer-Verband）服役，并一直隶属于该部队直至战争结束。
由于入役时间太晚，U-141号在第一次世界大战期间未及参与任何实战行动，也没有击中任何船舶。战后，根据对德停战协议的要求，U-141号于1918年11月22日被引渡至英国，并在哈维奇正式向协约国投降。其艇体最终于1923年在厄普诺拆解报废。

## 脚注
1. ↑  Helgason, Guðmundur. . German and Austrian U-boats of World War I - Kaiserliche Marine - Uboat.net.   [2014-12-08].
2. ↑  Gröner 1991，第19-21頁.
3. 1 2  Helgason, Guðmundur. . German and Austrian U-boats of World War I - Kaiserliche Marine - Uboat.net.   [2021-12-28].
4. 1 2  Gröner 1991，第17–19頁.
5. ↑  陈进，第188頁.
6. ↑  Uttridge，第32頁.
7. ↑  Herzog，第136頁.
8. ↑  Herzog，第124頁.
9. ↑  Herzog，第92頁.